# Herri Norte Taldea

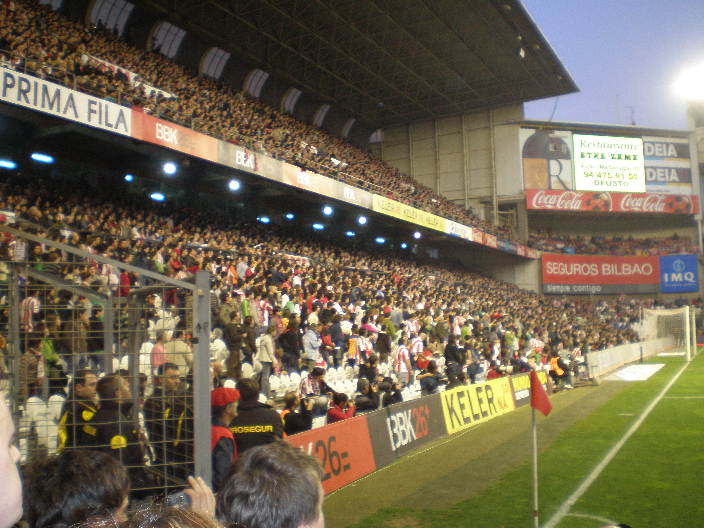
Imatge de la tribuna nord de l'estadi de San Mamés, lloc on se situa el grup.

Herri Norte Taldea (en català; grup nord popular), també conegut com a HNT, és un grup radical conformat per un col·lectiu de seguidors de l'Athletic Club de Bilbao, simpatitzants de l'esquerra abertzale.
HNT va ser format a principis dels anys 80, especialment a partir de la temporada 1981/82, en què es va remodelar la grada nord de l'Estadi San Mamés per acollir la Copa del Món de Futbol de 1982. A finals de la dècada de 1980, coincidint també amb una mala època per a l'Athletic, Herri Norte Taldea va patir una crisi interna en la qual el grup es va dividir en els bàndols, els "Rojos" i els "Ultrillas". Finalment, els "Ultrillas" van ser expulsats del grup, ja que pel que sembla pretenien convertir el col·lectiu en una espècie de grup ultra. A principis de la dècada de 1990 Herri Norte Taldea va créixer considerablement, creant-se seccions fins fora d'Euskadi i va esdevenir un grup de tall hooligan anglès. Des de llavors el grup ha realitzat diversos actes de caràcter "antifeixista" o "pro-abertzale", un dels més recents va ser la celebració del "Dia de l'Immigrant", convidant a més de cent africans de l'organització Afro-basca.
Amb la dissolució el 2012 del grup d'animació Abertzale Sur es van convertir en els preeminents en l'animació de San Mamés.